# 蒙大拿州比靈斯聖殿
蒙大拿比靈斯聖殿是美國蒙大拿州比靈斯的耶穌基督後期聖徒教會的第66座運行聖殿。

## 聖殿歷史
1996年8月教會宣布了在蒙大拿州建造一座聖殿的意圖。1998年3月28日，在春季暴風雪中聚集了約4,800人，參加了聖殿奠基儀式。
1999年11月20日至21日，舉行了八屆奉獻會議，以容納該地區的所有成員。教會當時的總會會長戈登·興格萊（Gordon B. Hinckley）進行了奉獻祈禱。
蒙大拿比靈斯聖殿位於300英尺（91公尺）高砂岩峭壁前的山坡上。單個塔尖從分層塔樓升起。彩色玻璃窗在西端占主導地位。內部，透明的天窗使顧客可以在尖頂上瞥見天使摩羅乃。外觀採用懷俄明白色白雲岩，棕褐色砂岩飾面。蒙大拿州和懷俄明州北部的36,000名成員都在使用這座聖殿。聖殿建造前，該附近的教會成員要開車7個小時才能到當時最近的愛達荷州愛達荷福爾斯聖殿。它的總建築面積為33,800平方英尺（3,140平方公尺），設有兩個教儀室和三個印證室。
为应对2019冠状病毒病疫情，蒙大拿比靈斯聖殿于2020年关闭。 